# Björklinge församling
Björklinge församling är en församling i Björklinge-Skuttunge-Viksta pastorat i Upplands västra kontrakt i Uppsala stift. Församlingen ligger i Uppsala kommun i Uppsala län.

## Administrativ historik
Församlingen har medeltida ursprung och utgjorde till 1962 ett eget pastorat. Sedan 1962 är den moderförsamling i pastoratet Björklinge, Skuttunge och Viksta.

## Kyrkor
- Björklinge kyrka